# قائمة السلالات الحاكمة الإسلامية السنية
في هذا الملحق قائمة بالسلالات الإسلامية الحاكمة السنية.

## أفريقيا

### شمال أفريقيا
- السلالة الصالحية - إمارة نكور (جبال الريف، 710–1019)
- بنو مدرار (المغرب، 757- 940)
- المهلبيون (بني المهلب) (أفريقية، 771–793)
- الأدارسة (المغرب الأقصى، 788 - 974)[4]
- الأغالبة (أفريقية، 800–909)
- الطولونين (مصر، 868–905)
- الإخشيديون (مصر، 935–969)
- زيريون (أفريقية، 973–1148)
- حماديون (غرب أفريقية، 1008–1152)
- سلالة المرابطين (المغرب والأندلس، 1040–1147)
- سلالة الموحدون (المغرب والأندلس، 1147–1269)
- الايوبيين (مصر، 1171–1341)
- الحفصيون (أفريقية، 1229–1574)
- بنو نصر (غرناطة، 1232–1492)
- زيانيون ( تلمسان، 1235–1556)
- مرينيون (المغرب، 1244 –1465)
- المماليك البحرية (مصر، 1250–1382)
- المماليك البرجية (مصر، 1382–1517)
- وطاسيون (المغرب، 1472–1554)
- السعديون (المغرب، 1554–1659)
- مملكة آيت عباس (الجزائر، 1510-1872)
- سلالة العلويين الفيلاليين (المغرب، 1631 –حتى الوقت الحالي)
- حسينيون (تونس، 1705–1957)
- الأسرة القرمانلية (ليبيا، 1711–1835)
- أسرة محمد علي (مصر، 1805–1952)

### القرن الأفريقي
- سلطنة مقديشو (القرن التاسع–القرن الثالث عشر)
- سلطنة شوا (1180–1279)
- سلطنة أجوران (القرن الثالث عشر- القرن السابع عشر)
- سلطنة ورسنجلي (1218–1886)
- سلطنة عفت (1285 – 1415)
- سلطنة سنار (1504 – 1821)
- سلطنة عدل (1415 – 1555)
- سلالة موديتو (القرن السادس عشر- حتى الوقت الحالي)
- سلطنة هرار (1526–1577)
- إمارة أوسا (1577–1672)
- سلطنة عفر (1734–1936)
- إمارة هرار (1647–1887)
- سلطنة غلدي (أواخر القرن السابع عشر-القرن العشرين)
- مملكة جوما (أواخر القرن الثامن عشر–1886)
- مملكة جيما (1790–1932)
- مملكة جمعة (أواخر القرن الثامن عشر–1902)
- سلطنة مجرتين (1800–1924)
- سلطنة هوبيو (1878–1926)

### البحيرات العظمى الأفريقية وشرق أفريقيا
- سلطنة باتي (1203–1870)
- السلاطين في جزر القمر 1676
- سلطنة سنار (1504–1821)
- ويتولاند (1858–1923)

### وسط وغرب أفريقيا
- سلالة زا (جاو- مالي، القرن الحادي عشر–1275)
- سلالة سيفاوة (1075–1846)
- مملكة مالي (1230–1600)
- سلالة كيتا (1235–1670)
- إمبراطورية سونغاي (1340–1591)
- إمبراطورية برنو (1396–1893)
- مملكة باقرمي (1522–1897)
- مملكة دندي (1591–1901)
- سلطنة دامجارام (1731–1851)
- خلافة صكتو (1804–1903)
- سلطنة تكرور (1836–1890)

## أوروبا

### أوروبا الشرقية وروسيا
- فولغا بلغاريا (القرن السابع–1240)
- إمارة كريت (820–961)
- خانية الآفار (أوائل القرن الثالث عشر-التاسع عشر)
- خانية قازان (1438–1552)
- خانية القرم (1441–1783)
- قبيلة النوغاي (1440s–1634)
- خانية قاسم (1452–1681)
- خانية أستراخان (1466–1556)
- خانية سيبير (1490–1598)
- باشوية إسكودرا (1757–1831)
- باشوية بيرات (1774–1809)
- باشوية يانينا (1788–1822)
- مملكة زوغو (1928–1939)

### الأندلس (إسبانيا والبرتغال)
- الدولة الأموية في الأندلس (756–1017، 1023–1031)
- طائفة ألبونت (1009–1106)
- طائفة بطليوس (1009–1151)
- طائفة مورور (1010–1066)
- طائفة طليطلة (1010–1085)
- طائفة طرطوشة (1010–1099)
- طائفة أركش (1011–1145)
- طائفة ألمرية (1010–1147)
- طائفة دانية والجزائر الشرقية (1010–1227)
- طائفة بلنسية (1010–1238)
- طائفة مرسية (1011–1266)
- طائفة شنتمرية الشرق (1012–1104)
- طائفة سرقسطة (1013–1110)
- طائفة غرناطة (1013–1145)
- طائفة قرمونة (1013–1150)
- طائفة شنتمرية الغرب (1018–1051)
- طائفة ميورقة (1018–1203)
- طائفة لشبونة (1022–1093)
- طائفة إشبيلية (1023–1091)
- طائفة لبلة (1023–1262)
- طائفة قرطبة (1031–1091)
- طائفة مارتلة (1033–1151)
- طائفة الجزيرة الخضراء (1035–1058)
- طائفة رندة (1039–1065)
- طائفة شلب (1040–1151)
- طائفة مالقة (1073–1239)
- طائفة مولينا (ثمانينات القرن الحادي عشر–1100)
- طائفة لوركا (1228–1250)
- طائفة منورقة (1228–1287)
- مملكة غرناطة (1228–1492)

### إيطاليا
- صقلية الأغالبة (827–909)
- إمارة باري (847–871)
- إمارة تارانتو (840–880)

## آسيا

### شبه الجزيرة العربية
- زياديون (819–1018)
- شريف مكة (967–1925)
- العيوني (1076–1240)
- الدولة الرسولية (1229–1454)
- السلطنة الكثيرية (1395–1967)
- طاهريون (1454–1526)
- الإمارة الخالدية الأولى (1669–1796)
- القواسم (راس الخيمة) (1727–إلى الوقت الحاضر)
- العبدلي (سلطنة لحج وعدن) (1728 –1967)
- آل سعود (1744–إلى الوقت الحاضر)[5]
- آل صباح (1752–إلى الوقت الحاضر)
- آل نهيان (1761–إلى الوقت الحاضر)
- النعيمي (القرن الثامن عشر –إلى الوقت الحاضر)
- القواسم (الشارقة) (القرن الثامن عشر –إلى الوقت الحاضر)
- آل معلا (1775–إلى الوقت الحاضر)
- آل خليفة (1783–إلى الوقت الحاضر)
- سلطنة المهرة (القرن ال18–1967)
- الإمارة الخالدية الثانية (1819–1830)
- آل ثاني (1825–إلى الوقت الحاضر)
- آل مكتوم (1833–إلى الوقت الحاضر)
- آل رشيد من شمر(1834–1921)
- آل علي من شمر (1489-1834)
- اليزيديون، آل عائض (1823-1922)
- سلطنة يافع العليا (1800 – 1967)
- سلطنة يافع السفلى (القرن ال18–1967)
- الشرقي (1876–إلى الوقت الحاضر)
- السلطنة القعيطية (1902–1967)
- إمارة بيحان (1903–1967)

### بلاد الشام والعراق
- الخلافة الأموية (661–750)
- الخلافة العباسية (750–1258)
- الأراتقة (القرن الحادي عشر والثاني عشر)
- بوريون (1104–1154)
- زنكيون (1127–1250)
- أيوبيون (1171–1341)
- بابانيون (1649–1850)
- الهاشميون بالعراق (1921–1958)
- الهاشميون بالأردن (1921–إلى الوقت الحاضر)

### آسيا الصغرى (تركيا حاليا)
- منكوجكيون (1071–1277)
- بنو سلدق (1072–1202)
- سلاجقة الروم (1077–1307)
- شاهات الأرمن (1100–1207)
- بنو شيان (1227–1309)
- إمارة قرمان (1250–1487)
- بنو بروانة (1261–1322)
- بنو منتشا (1261–1424)
- آخية (1380–1362)
- بنو حميد (1280–1374)
- الدولة العثمانية (1299–1923)
- أمراء لادق (1300–1368)
- بنو جاندار (1300–1461)
- بنو تكة (1301–1423)
- بنو صاروخان (1302–1410)
- بنو قرا صي (1303–1360)
- بنو آيدين (1307–1425)
- بنو رمضان (1352–1516)

### إيران والقوقاز
- شيرفانشاه (799–1579)
- بنو دلف (أوائل القرن التاسع - 897)
- سامانيون (819–999)
- طاهريون (820–872)[6]
- صفاريون (861–1003)
- بنو الساج (889–929)
- آل فريغون (أواخر القرن التاسع - أوائل القرن الحادي عشر)
- المعدانيون (أواخر القرنين التاسع - الحادي عشر)
- مملكة هرمز (القرنان العاشر - السابع عشر)
- بنو سلار (942–979)
- شداديون (951–1199)
- راوندية (955–1071)
- عنازيون (990–1116)
- هذبانيون (القرن الحادي عشر)
- بيت سلجوقي (القرنين الحادي عشر - الرابع عشر)
- الهزارسبيون (1148–1424)
- الاتابكة بني خورشيد (1155–1597)
- مهربانيون (1236–1537)
- آل مظفر (1335–1393)
- سلطنة إليسو (???? — 1844)
- خانية شكي (1743–1819)

### آسيا الوسطى
- قراخانات (840–1212)
- آل محتاج (من القرن العاشر إلى أوائل القرن الحادي عشر)
- الدولة الغزنوية (963–1187)[7]
- خوارزميون (1077–1231)
- غوريون (1148–1215)
- Gabare Jahangiri Dynasty (1190–1520)
- آل كرت (1231–1389)
- الدولة التيمورية (1370–1526)
- خانات الكازاخ (1456–1847)
- خانات بخارى (1500–1785)
- خانات خیوه (1511–1920)
- خانات خوقند (1709–1876)
- الدولة الهوتاكية (1709–1738)
- آل دراني (1747–1826)
- الدولة البركزاية (1826–1973)
- القبيلة البيضاء (1360–1428)
- إمارة بخارى (1785–1920)

### جنوب أسيا (الهند وباكستان وأفغانستان وجزر المالديف وبنغلاديش)
- الإمارة الهبارية، (السند -باكستان حاليا)، (854–1011)
- سلالة ثيموج  [لغات أخرى]‏، (المالديف حاليا)، (1166–1388)
- مماليك الهند، (الهند وباكستان وبنغلاديش حاليا)، (1206–1290)
- الدولة الخلجية، (الهند وباكستان وبنغلاديش وأفغانستان حاليا)، (1290–1320)
- الدولة التغلقية، (الهند وباكستان وبنغلاديش حاليا)، (1321–1398)
- سلالة سما (السند -باكستان حاليا)، (1335–1520)
- سلالة شاه مير، (كشمير حاليا)، (1339–1561)
- سلالة إلياس شاهي، (بنغلاديش حاليا)، (1342–1487)
- سلالة الفاروقي، (الهند حاليا)، (1382–1601)
- سلالة الهلالي، (المالديف حاليا)، (1388–1558)
- سلالة آل مظفر، (الهند حاليا)، (1391–1734)
- سلطنة مالوا، (الهند حاليا)، (1401–1561)
- سلالة غانيشا، (بنغلاديش حاليا)، (1414-1436)
- بنو سيد، (الهند وباكستان حاليا)، (1414–1451)
- سلطنة لانجا، (السند -باكستان حاليا)، (1445–1540)
- ولاية ماليركوتلا، (الهند وباكستان حاليا)، (1446–1947)
- لودهيون، (الهند وباكستان حاليا) (1451–1526)
- سلالة حبشي، (بنغلاديش حاليا)، (1487–1494)
- سلالة حسين شاهي، (بنغلاديش حاليا)، (1494–1538)
- سلالة أرغون، (السند -باكستان وأفغانستان حاليا)،(1520–1591)
- سلطنة مغول الهند، (الهند وباكستان وبنغلاديش وأفغانستان حاليا)، (1526–1857)
- صوريون، (الهند وباكستان وبنغلاديش حاليا)، (1540–1556)
- مملكة أراكال، (الهند حاليا)، (1545–القرن الثامن عشر)
- سلالة كراني، (بنغلاديش حاليا)، (1564-1576)
- سلالة أوتيمو، (المالديف حاليا)، (1632–1692)
- خانات قلات، (السند -باكستان حاليا)، (1666–1958)
- نواب كارناتيك، (الهند حاليا)، (1690–1801)
- سلالة إيسدهو، (المالديف حاليا)، (1692–1704)
- سلالة دياميغيلي، (المالديف حاليا)، (1704–1759)
- نواب بوبال، (الهند حاليا)، (1723–1947)
- سلالة آصف جاه، سلالة نظام الملك، (الهند حاليا)، (1724–1948)
- سلالة بابي، (كجرات- الهند حاليا)، (1735–1947)
- مملكة ميسور، (الهند حاليا)، (1749–1799)
- سلالة الحورة، (المالديف حاليا)، (1759–1968)
- إمارة تونك، (الهند حاليا)، (1798–1947)
- إمارة باوني، (الهند حاليا)، (1784–1948)
- سلالة سيدي في جانجيرا وجفراباد، (الهند حاليا)، (1759–1948)
- سلالة أوراكزاي كورواي في باسودا ومحمدغاره، (الهند حاليا)، (1713–1948)
- سلالة ميانا في إمارة سفانور، (الهند حاليا)، (1672–1948)
- الدولة الدرانية، (الهند وباكستان وأفغانستان حاليا)، (1747–1842)

### جنوب شرق أسيا
- سلطنة بيوريولاك، (إندونيسيا حاليا)، (840–1292)
- سلطنة قدح، (ماليزيا وتايلاند حاليا)، (1136–إلى الوقت الحاضر)
- مملكة آرو، (إندونيسيا حاليا)، (1225–1613)
- سلطنة جايلولو، (إندونيسيا حاليا)، (القرن الثالث عشر –1832)
- سلطنة تيرنات، (إندونيسيا حاليا)، (1257–1914)
- سلطنة تشيرمين/كلنتن، (ماليزيا حاليا)، (1267–إلى الوقت الحاضر)
- سلطنة ساموديرا باساي، (إندونيسيا حاليا)، (1267– القرن الـ15)
- مملكة لوو، (إندونيسيا حاليا)، (1300–1945)
- سلطنة باكان، (إندونيسيا حاليا)، (1322–1965)
- مملكة باجارويونغ، (إندونيسيا حاليا)، (1347–1825)
- سلطنة سينتنغ، (إندونيسيا حاليا)، (1365–1950)
- بيت بلقيه في سلطنة بروناي، (بروناي، وماليزيا وإندونيسيا حاليا)، (1368–إلى الوقت الحاضر)
- مملكة تالو، (إندونيسيا حاليا)، (1400–1856)
- سلطنة ملقا، (ماليزيا وإندونيسيا حاليا)، (1402–1511)
- سلطنة سولك، (الفلبين وإندونيسيا حاليا)، (1405–1915، 1962–1986)
- سلطنة تشيربون، (إندونيسيا حاليا)، (1445–1677)
- سلطنة تيدور، (إندونيسيا حاليا)، (1450–1967)
- سلطنة فهغ، (ماليزيا حاليا)، (1470–إلى الوقت الحاضر)
- سلطنة ديماك، (إندونيسيا حاليا)، (1475–1518)
- سلطنة تشامبا، (فيتنام حاليا)، (1485–1832)
- سلطنة آتشيه، (إندونيسيا حاليا)، (1496–1903)
- مملكة مانيلا، (الفلبين حاليا)، (حوالي 1500–1571)
- سلطنة باشن، (إندونيسيا حاليا)، (1515-1946)
- مملكة فطاني، (ماليزيا وتايلاند حاليا)، (1516–1771)
- سلطنة ماغويندناو، (الفلبين حاليا)، (1515–1905)
- سلطنة بنتن، (إندونيسيا حاليا)، (1526–1813)
- سلطنة بنجر، (إندونيسيا حاليا)، (1526–1860)
- سلطنة كلينيامت، (إندونيسيا حاليا)، (1527–1599)
- سلطنة فيرق، (ماليزيا حاليا)، (1528–إلى الوقت الحاضر)
- سلطنة جوهر، (ماليزيا وإندونيسيا حاليا)، (1528–إلى الوقت الحاضر)
- سلطنة جمبي، (إندونيسيا حاليا)، (1550 – 1906)
- سلطنة لانغكات، (إندونيسيا حاليا)، (1568–1946)
- مملكة باجانغ، (إندونيسيا حاليا)، (1568–1586)
- سلطنة ماتارام، (إندونيسيا حاليا)، (1586–1755)
- سلطنة جوا، (إندونيسيا حاليا)، (1593–1960)
- سلطنة سراوق، (ماليزيا حاليا)، (1599–1641)
- مملكة فاتاجار، (إندونيسيا حاليا)، (1600–1963)
- سلطنة كوتاى كارتانيجارا، (إندونيسيا حاليا)، (أوائل القرن السابع–1945)
- سلطنة سنجورا، (تايلاند حاليا)، (1605–1680)
- سلطنة سمباس، (إندونيسيا وماليزيا حاليا)، (1609–1956)
- سلطنة بيما، (إندونيسيا حاليا)، (1620–1958)
- سلطنة أساهان، (إندونيسيا حاليا)، (1630–1946)
- سلطنة دلي، (إندونيسيا حاليا)، (1632–1946)
- سلطنة فلمبان، (إندونيسيا حاليا)، (1659–1823)
- سلطنة بولانغ مونغوندوو، (إندونيسيا حاليا)، (1670–1950)
- سلطنة سومباوا، (إندونيسيا حاليا)، (1674–1958)
- سلطنة سيردنغ، (إندونيسيا حاليا)، (1723–1946)
- سلطنة سياك، (إندونيسيا حاليا)، (1725–1946)
- سلطنة ترغكانو، (ماليزيا حاليا)، (1725–إلى الوقت الحاضر)
- سلطنة بولونغان، (إندونيسيا حاليا)، (1731–1964)
- سلطنة سيلانغور، (ماليزيا حاليا)، (1743–إلى الوقت الحاضر)
- سلطنة سوراكارتا، (إندونيسيا حاليا)، (1755–1945)
- سلطنة يوجياكرتا، (إندونيسيا حاليا)، (1755–إلى الوقت الحاضر)
- سلطنة بونتياناك، (إندونيسيا حاليا)، (1771–1950)
- سلطنة نكري سمبيلن، (ماليزيا حاليا)، (1773–إلى الوقت الحاضر)
- مملكة سيتول مامبانغ سيجارا، (تايلاند وماليزيا حاليا)، (1808–1916)
- ريمان، (تايلاند حاليا)، (1810–1902)
- سلطنة رياو-لينقا، (إندونيسيا حاليا)، (1824–1911)
- بيت جمل الليل في سلطنة برليس، (ماليزيا حاليا)، (1843–إلى الوقت الحاضر)